# سوني شيبا
سوني شيبا (باليابانية: 前田 禎穂) هو منتج أفلام ومغني ولاعب كاراتيه وملحن ومخرج وشاعر وممثل ياباني، ولد في 23 يناير 1939 بفوكوكا في اليابان.

## أعمال

### أفلام
- (1977) القناص الكنيد
- (1979) فلتة زمن
- (1991) النسر الحديدي 3
- (2003) اقتل بيل الجزء 1[12]
- (2006) قيادة طوكيو[13]

## وصلات خارجية
- سوني شيبا على موقع IMDb (الإنجليزية)
- سوني شيبا على موقع روتن توميتوز (الإنجليزية)
- سوني شيبا على موقع ألو سيني (الفرنسية)
- سوني شيبا على موقع ميوزك برينز (الإنجليزية)
- سوني شيبا على موقع تيرنر كلاسيك موفيز (الإنجليزية)
- سوني شيبا على موقع أول موفي (الإنجليزية)
- سوني شيبا على موقع قاعدة بيانات الأفلام السويدية (السويدية)
- سوني شيبا على موقع إن إن دي بي (الإنجليزية)
- سوني شيبا على موقع ديسكوغز (الإنجليزية)
- سوني شيبا على موقع قاعدة بيانات الفيلم (الإنجليزية)